# كاثلين بيرك
كاثلين بيرك (بالإنجليزية: Kathleen Burke)‏ هي ممثلة أمريكية، ولدت في 5 سبتمبر 1913 في الولايات المتحدة، وتوفيت في 9 أبريل 1980 بغلينديل في الولايات المتحدة بسبب مرض.

## أعمال

### أفلام
- (1934) الأرملة المرحة
- (1935) حياة الرماح البنغالية

## وصلات خارجية
- كاثلين بيرك على موقع IMDb (الإنجليزية)
- كاثلين بيرك على موقع ألو سيني (الفرنسية)
- كاثلين بيرك على موقع أول موفي (الإنجليزية)
- كاثلين بيرك على موقع قاعدة بيانات الأفلام السويدية (السويدية)
- كاثلين بيرك على موقع قاعدة بيانات الفيلم (الإنجليزية)
- كاثلين بيرك على موقع كينوبويسك (الروسية)